# Unione Sportiva Pro Vercelli 1990-1991
Questa voce raccoglie le informazioni riguardanti l'Unione Sportiva Pro Vercelli nelle competizioni ufficiali della stagione 1990-1991.

## Stagione
Dopo essere stata esclusa dai campionati di serie C-2 nel luglio 1990, la società viene rilevata da un gruppo di imprenditori locali e riammessa al campionato Promozione. Della rosa della stagione precedente, in serie C2, restano i soli Bellopede e Garzonio, per il resto la squadra viene allestita con giocatori di categoria superiore ed elementi esperti, tra i quali il ritorno di Sandro Pellegrini e l'ingaggio di Flavio Zuccheri.
Ritornano in maglia bianca Cugusi e Valera.
Eliminata al secondo turno dalla Coppa Italia dalla Strambinese, la squadra esordisce in campionato a Crescentino perdendo 2-1. Al termine del campionato, si classifica al secondo posto alle spalle dell'Iris Oleggio, ma viene ripescata nel campionato Interregionale per meriti sportivi.

## Rosa
| N. |                   | Ruolo | Calciatore            |
| -- | ----------------- | ----- | --------------------- |
|    | Italia (bandiera) | A     | Massimo Bartolini     |
|    | Italia (bandiera) | P     | Sandro Beccari        |
|    | Italia (bandiera) | D     | Antonio Bellopede     |
|    | Italia (bandiera) | A     | Fabio Cancellier      |
|    | Italia (bandiera) | A     | Cristiano Cugusi      |
|    | Italia (bandiera) | C     | David Delli Carri     |
|    | Italia (bandiera) | D     | Germano Fioraso       |
|    | Italia (bandiera) | C     | Massimiliano Garzonio |
|    | Italia (bandiera) | C     | Paolo Leone           |
|    | Italia (bandiera) | D     | Paolo Locatelli       |

| N. |                   | Ruolo | Calciatore         |
| -- | ----------------- | ----- | ------------------ |
|    | Italia (bandiera) | C     | Giacomo Mazzarino  |
|    | Italia (bandiera) | D     | Massimo Mian       |
|    | Italia (bandiera) | A     | Massimo Paladini   |
|    | Italia (bandiera) | C     | Roberto Pavani     |
|    | Italia (bandiera) | C     | Claudio Pellegrini |
|    | Italia (bandiera) | C     | Fabrizio Rastello  |
|    | Italia (bandiera) | P     | Corrado Saino      |
|    | Italia (bandiera) | C     | Franco Valera      |
|    | Italia (bandiera) | C     | Fabio Verpilio     |
|    | Italia (bandiera) | D     | Fulvio Zuccheri    |